# 2C-C-NBOMe
2C-C-NBOMe (NBOMe-2C-C, 25C-NBOMe) — психоактивное вещество, производное 2C-C (4-хлоро-2,5-диметокси-фенэтиламина).

## Механизм действия
Действует как сильный частичный агонист рецептора 5HT2A.

## Эффекты при употреблении
При приёме 2C-C-NBOMe человеком наблюдаются следующие эффекты: онемение языка и рта, металлический вкус во рту, волны эйфории, ощущения приподнятости и звона в теле, физическая стимуляция, вплоть до тика и скрежета зубами, психоделические эффекты (включают в себя интроспекцию, ускорение мышления, в том числе абстрактного, искажения восприятия времени, усиление эмпатии).

## Токсичность и вред здоровью
Известно о множестве случаев полиорганной недостаточности, а также смертельных исходах, вызванных передозировкой 25C-NBOMe. Использование 25C-NBOMe может вызывать тахикардию, гипертонию и вазоконстрикцию; эти симптомы представляют серьёзную опасность, особенно для людей с хроническими заболеваниями или при сочетании с другими психоактивными веществами. 25C-NBOMe значительно опаснее для здоровья, чем ЛСД; молярная активность 25C-NBOMe намного выше, чем у ЛСД.
Эксперименты с животными показали, что 25C-NBOme наносит вред развитию организма, сердцу, и мозгу.
Большинство задокументированных смертей связана с физическими симптомами. Однако известен случай, когда человек принял 25C-NBOMe, 25B-NBOMe и MDMA, после чего бился об стену вплоть до смертельного исхода; погибший полагал, что принимает ЛСД, а не вещества серии NBOMe. В другом инциденте употребивший 25C-NBOMe и 25H-NBOMe утонул вскоре после того, как заявил о намерении совершить суицид.

## Правовой статус
В России все производные 2,5-диметоксифенэтиламина, в том числе и 2C-C-NBOMe, запрещены постановлением Правительства РФ от 6 октября 2011 года № 822